# Lefka Ori

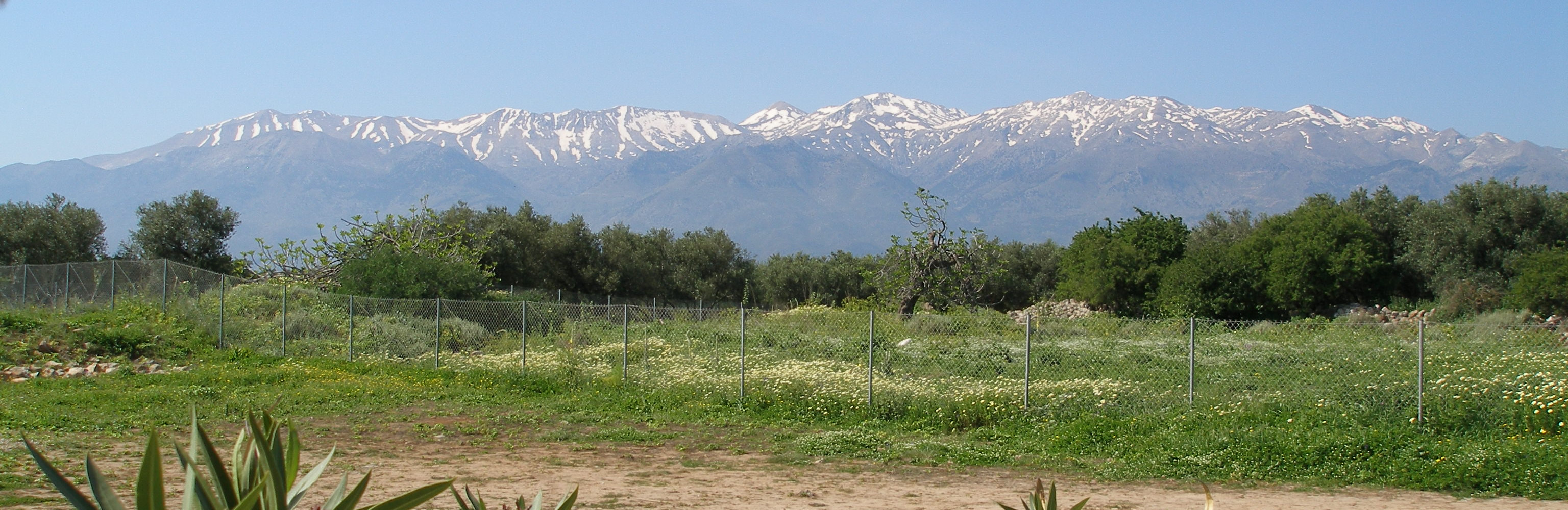
Les Lefka Ori vistes des del nord

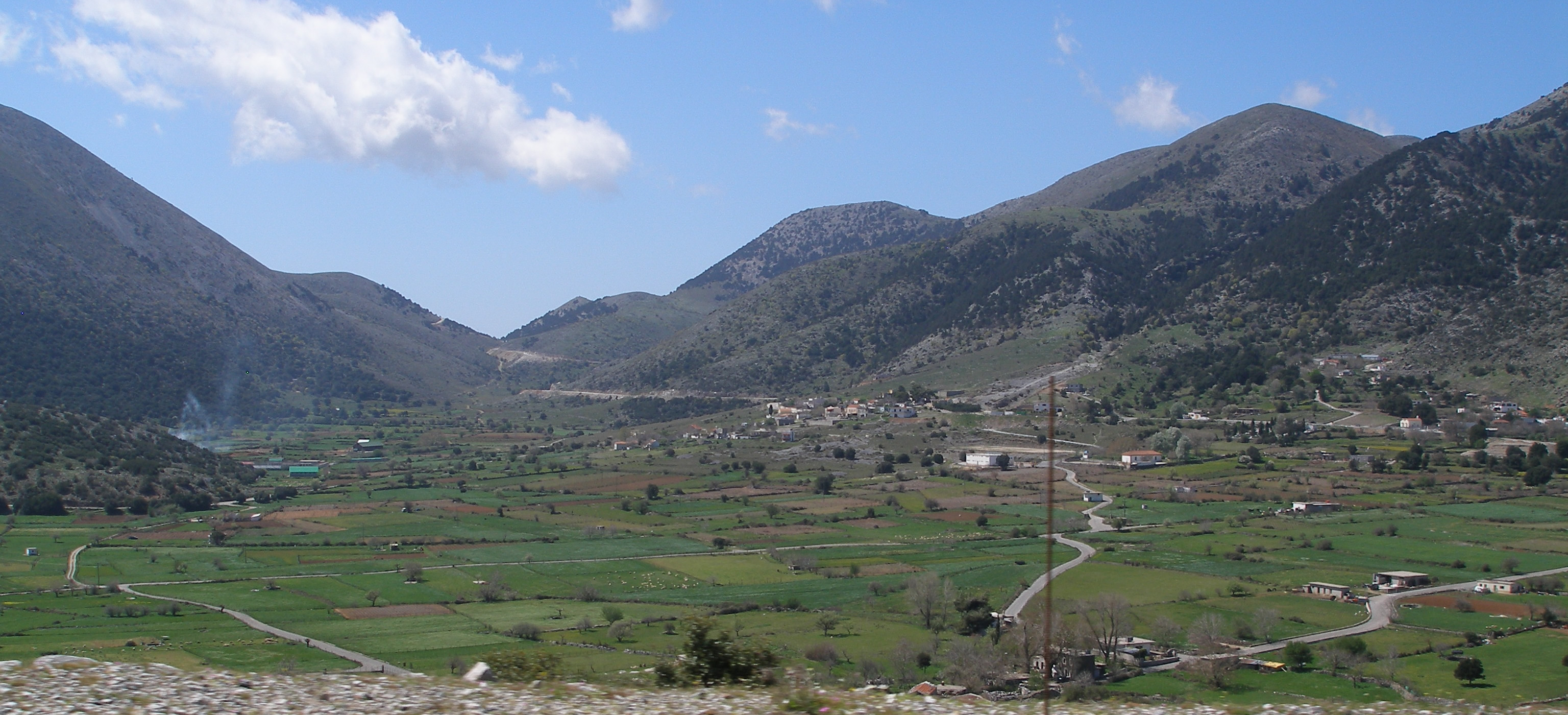
La plana d'Askifu

Les Lefka Ori (en grec Λευκά Όρη o Muntanyes Blanques) són una cadena de muntanyes a l'oest de l'illa grega de Creta, a la Prefectura de Khanià i la Prefectura de Réthimno. Els seus cims són coberts per la neu bona part de l'any i d'aquí el seu nom. Ara bé, el nom també podria venir de l'aspecte clar que presenten els seus cims desproveïts de vegetació i formats de roca calcària, granit i dolomita.
El seu cim més alt és el Pachnes (2.453 m), el segon més alt de Creta, i té més de 30 cims per sobre dels 2.000 m. Té unes 50 gorges, la més notable i coneguda n'és la Gorja de Samarià. Al nord té l'altiplà d'Omalós, una plana rodona a una alçada de 1.100 m voltada de muntanyes.
Hi ha poques vies de comunicació que portin a les Muntanyes Blanques: la carretera que travessa l'altiplà d'Omalós i que acaba a l'entrada de la Gorja de Samarià, i la carretera que va fins a la costa sud a Khora Sfakion, la capital de Sfakià, a través de l'altiplà d'Askifu a l'est de les muntanyes. Bastant a l'oest d'Omalós hi ha les carreteres que baixen serpentejant cap a la costa sud fins a Súgia i a Paleókhora. També hi ha algunes pistes de terra que porten muntanyes amunt.
Les Muntanyes Blanques tenen una rica història com a lloc d'amagatall i refugi de bandolers i de rebels contra els successius ocupants de l'illa: venecians, turcs, alemanys, etc.